# Lisa Lisa & Cult Jam
Lisa Lisa & Cult Jam (Ли́са-Ли́са энд Калт Джем) — американская музыкальная группа во главе с вокалисткой Ли́сой-Ли́сой (англ. Lisa Lisa, наст. имя: Лиса Велес, род. 15 января 1966).
Как пишет музыкальный сайт AllMusic, группа была одной из самых «музыкально разнообразных и успешных» на сцене звукозаписи 1980-х годов.
Группа была одним из ранних представителей стиля, который потом стал называться «хип-хоповым R&B». Песни группы писались и продюсировались состоявшей из шести человек исполнительско-продюсерской командой Full Force из Бруклина, город Нью-Йорк. (У Full Force была целая «семья» артистов, из которых Lisa Lisa & Cult Jam были одним из самых успешных).
Всего за время существования коллектива Lisa Lisa & Cult Jam записали пять золотых синглов, два сингла номер один сразу в двух чартах «Билборда» — Hot 100 и ритм-н-блюзовом — и два платиновых альбома.